# Krystallopigí, Epirus
Krystallopigí är en ort i Grekland. Den ligger i prefekturen Thesprotia och regionen Epirus, i den västra delen av landet, 300 km nordväst om huvudstaden Aten. Krystallopigí ligger 445 meter över havet och antalet invånare är 240.
Terrängen runt Krystallopigí är kuperad åt sydväst, men åt nordost är den bergig. Runt Krystallopigí är det glesbefolkat, med 15 invånare per kvadratkilometer. Närmaste större samhälle är Igoumenitsa, 16,8 km väster om Krystallopigí. 